# Amaurobius erberi
Amaurobius erberi là một loài nhện trong họ Amaurobiidae.
Loài này thuộc chi Amaurobius. Amaurobius erberi được Eugen von Keyserling miêu tả năm 1863.